# Deutschland (1916)
Deutschland byla německá obchodní ponorka vyvinutá za první světové války pro rejdařství Norddeutscher Lloyd. Jejím úkolem bylo překonávání námořní blokády Německého císařství. Deutschland představovala první ponorku svého druhu. Před vstupem USA do války podnikla dvě obchodní plavby do USA. Poté byla přestavěna na křižníkovou ponorku a zařazena do Kaiserliche Marine jako SM U 155. Patřila ke třídě U 151. Jedinou další postavenou obchodní ponorkou byla její sesterská loď Bremen.

## Stavba

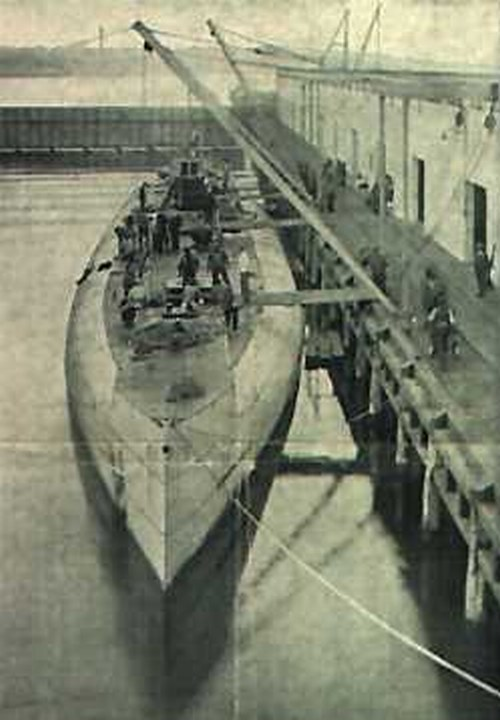
Deutschland v Novém Londýně (USA) při své druhé transatlantické plavbě

Německá vláda si konstrukci ponorky objednala již v prvním roce 1. světové války. Na její realizaci se podílely různé německé loděnice. Spuštěna na vodu byla 28. března 1916.
První transatlantickou plavbu podnikla s nákladem léčiv a barevných laků do Baltimoru USA mezi 20. červnem a 8. červencem 1916 a v srpnu 1916 doplula zpět do Německa do Brém s nákladem pryže, niklu, cínu a juty. Do USA a zpět podnikla ještě jednu plavbu v říjnu a listopadu téhož roku. V důsledku zhoršení vztahů mezi Německem a USA a jejich následnému vstupu do války (2. dubna 1917) odpadly další obchodní cesty do USA.
Od února 1917 byla ponorka přestavována na podmořský křižník U 155. Byla opatřena dvěma 150 mm děly proti povrchovým cílům a dvěma 88 mm ponorkovými děly. Dále byla vybavena šesti torpédomety a v původním nákladním prostoru mohlo být uloženo až 100 min. Po skončení 1. světové války byla loď předána Velké Británii a roku 1922 byla sešrotována.

## Sesterské ponorky

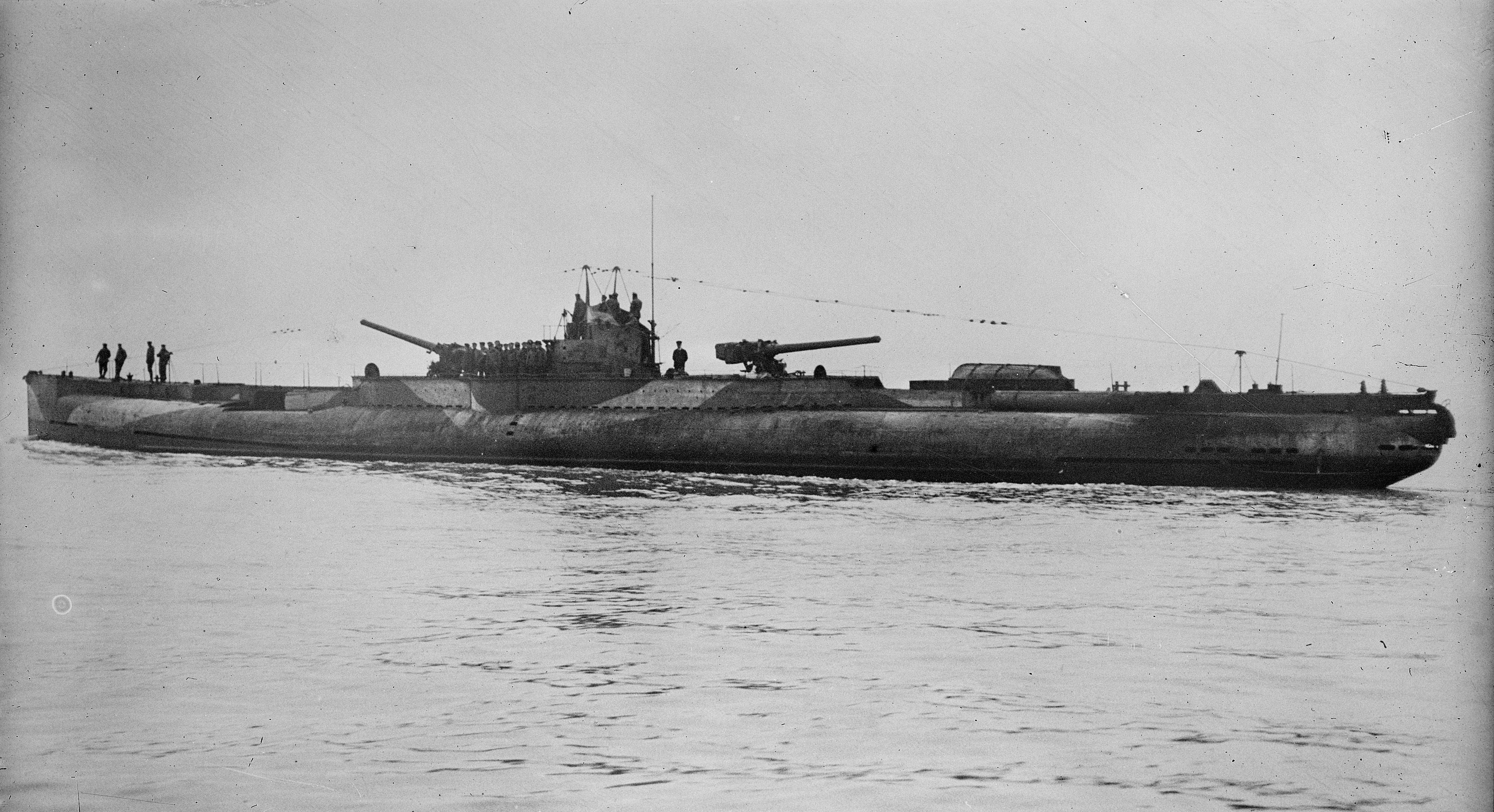
Německá ponorka U 155 (ex Deutschland) po kapitulaci

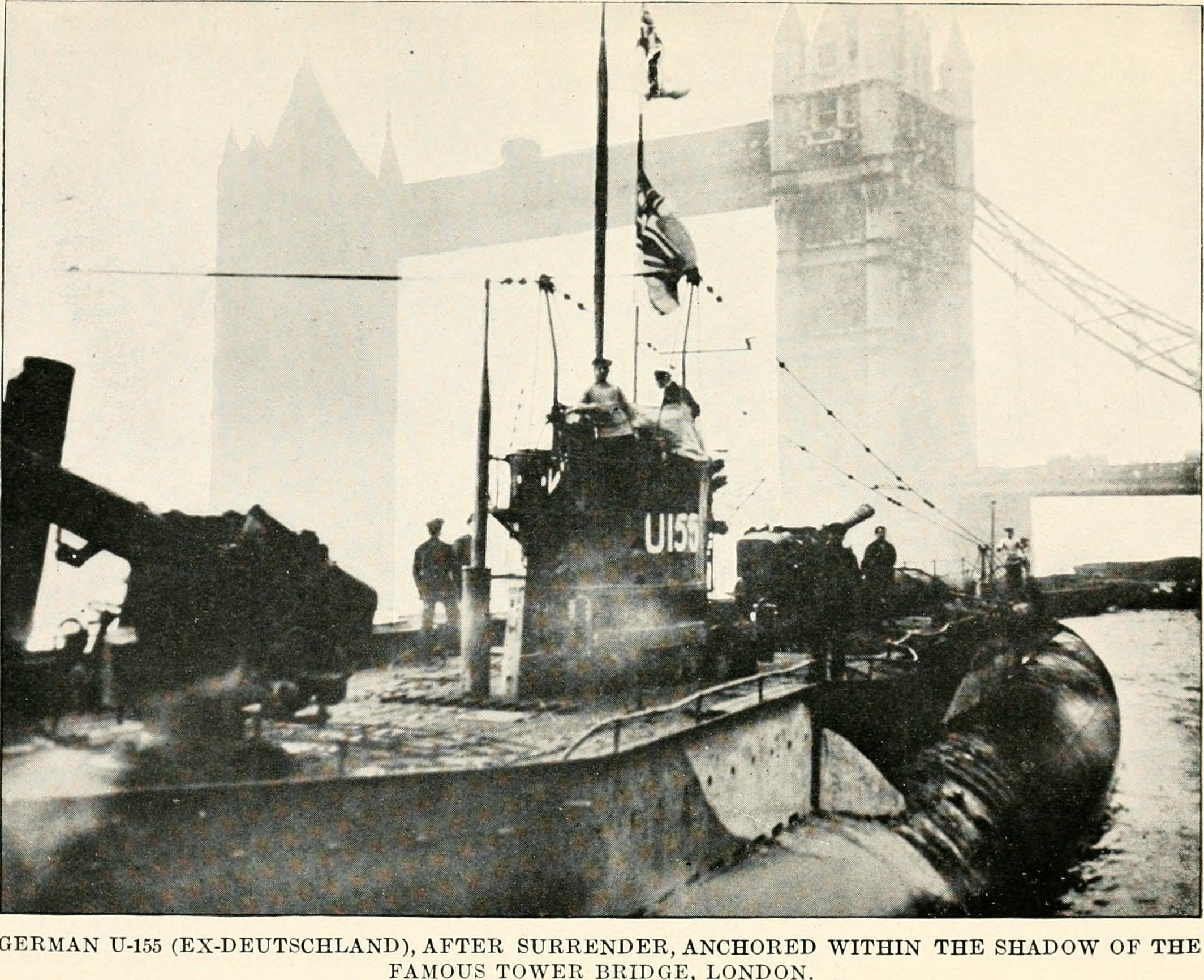
U 155 po válce zakotvená v Londýně

Bremen, druhá z německých obchodních ponorek, byla ztracena na své první plavbě. Podle některých zdrojů panuje přesvědčení, že Bremen byl spatřen 480 kilometrů jižně od Islandu na kurzu do Baltimore. Jednotky desáté křižníkové eskadry byly vyslány k pronásledování. HMS Mantua údajně najela do těžkého ponořeného objektu. Nicméně oficiální záznamy HMS Mantua žádný takový incident nezmiňují, z čehož se dá usuzovat, že tato verze je mýtus.
Jiné zdroje uvádějí, že Bremen byla potopena britskou ponorkou HMS G13. V březnu 1917 byla G13 na hlídce u Shetlandských ostrovů, v prostoru, kudy ponorky proplouvaly ze Severního moře. Zde spatřila ponorku identifikovanou jako Bremen a vypálila dvě torpéda, která však minula. Při otáčení pokračovala v palbě, ale obě torpéda opět minula. Poslední výstřel, ze záďového torpédometu, byl proveden na vzdálenost téměř 7 kilometrů, následovaný zaznamenaným výbuchem, kdy se věřilo, že Bremen byl potopen. Admiralita však nabyla přesvědčení, že to je neprůkazné a neuznala ponorce zásah a potopení nepřátelského plavidla.
Nicméně další zdroje uvádějí její ztrátu jako důsledek střetu s minou. Při absenci průkazného důkazu je případ ztráty Bremenu nadále záhadou.
Dalších šest plánovaných obchodních ponorek bylo ještě během stavby přestavěno na bojové ponorky.